# アイモ・カヤンデル
アイモ・カールロ・カヤンデル（Aimo Kaarlo Cajander、1879年4月4日 - 1943年1月21日）は、フィンランドの政治家。首相を務めた。

## 政治家として
無党派だったが、社会民主主義を志向し、フィンランドの中道派に大きな影響力を有した。1928年から1929年には国防相を務めた。その後、国民進歩党に入党し、同党の指導的地位を占めた。
1937年3月12日、社会民主党と連立で組閣を委任され、穏健派のR.ホルスティを外相に据えた。無条件の平和を政策とし、ソビエト連邦とフィンランドの関係の正常化を求めた。ソ連に対抗するために、当時力を蓄えつつあったドイツの影響力を当てにすることとなった。

## 第二次世界大戦と総辞職
1939年3月、ヘルシンキでソ・フィン交渉が始まり、ソ連は、フィンランド湾内のスールサーリ、ラヴァンサーリ、大・小チュテルサーリ島のソ連への租借または割譲、代償として東カレリアの係争地の一部をフィンランドに割譲することを提案した。しかし、フィンランド政府はこれに応ぜず、1939年4月にフィンランド側の発議により交渉は打ち切りとなった。1939年5月、カヤンデルは、フィンランドは国際連盟が侵略国に科す制裁の履行から解放されると表明し、ドイツの侵略があった場合、大国の保証を拒否するとイギリスに通告した。7月20日、ドイツの侵略があった場合、ソ連との協力を拒否し、いずれの国の軍事行動も侵略とみなすとソ連に通告した。
第二次世界大戦勃発後、1939年9月3日、カヤンデル政権はフィンランドの中立を表明した。同年10月、再びソ・フィン交渉が行われたが、11月には交渉は決裂した。10月6日、カレリア地峡への部隊集結を決定し、同日、政府に非常大権を賦与する共和国防衛法を採択した。11月30日、ソ連軍が侵攻して冬戦争が始まった日、連立を構成する社会民主党党首のヴァイノ・タンネルから退陣を求められ、12月1日、カヤンデル政権は総辞職し、リスト・リュティが後継首相となった。
政治家である一方、カヤンデルは森林学者でもあり、ミュンヘン大学で森林学を学び、1911年から1934年の間、ヘルシンキ大学で森林学の教授を務めた。
1943年1月21日、63歳で死去。